# Puccinia striiformis
Espèce
Puccinia striiformis est une espèce de champignons basidiomycètes de la famille des Pucciniaceae, à répartition cosmopolite. 
Ce champignon phytopathogène, qui est un parasite obligatoire, est responsable de la maladie de la « rouille jaune »  qui affecte diverses espèces de plantes de la famille des Poaceae (graminées), notamment des céréales comme le blé, l'orge et le seigle.
Cette espèce de champignons a un cycle de vie hétéroxène, comportant deux phases : une phase asexuée sur l'hôte principal (une graminée) et une phase sexuée sur un hôte secondaire (écidien) sur une espèce du genre Berberis (épine-vinette). Elle peut toutefois, dans certaines régions, se reproduire dans un cycle biologique entièrement asexué (multiplication végétative), la réinfestation des graminées se faisant par des urédospores transportés par le vent, sans intervention d'un hôte secondaire. Ce processus est favorisé par la présence de plantes-hôtes pendant la saison froide (cultures de blé d'hiver) et par les hivers doux.
Selon les plantes-hôtes affectées, on distingue des « formes spéciales » (formae speciales), désignées par le nom de la plante-hôte (par exemple : f. sp. tritici pour le blé et f. sp. hordei pour l'orge) et à l'intérieur de ces formes des races physiologiques, ou pathotypes, plus ou moins virulentes à l'égard de certains cultivars de céréales.

## Taxonomie

### Synonymes
Selon Catalogue of Life (5 octobre 2015) :
- Dicaeoma glumarum (Erikss. & Henning) Arthur & Fromme 1920
- Puccinia glumarum
- Puccinia glumarum Erikss. & Henning 1894
- Puccinia rubigo-vera
- Puccinia rubigo-vera var. tritici (Erikss.) Carleton
- Puccinia straminis
- Puccinia striiformis var. dactylidis Manners 1960
- Puccinia striiformis var. striiformis Westend. 1854
- Puccinia striiformis f. striiformis Westend. 1854
- Puccinia striiformis f. tritici Erikss.
- Puccinia striiformoides M. Abbasi, Hedjar. & M. Scholler 2005
- Puccinia tritici Oerst. 1863
- Trichobasis glumarum (Roberge) Lév. 1849
- Uredo glumarum Roberge 1843
- Uredo glumarum Schumach. 1827

### Liste des formes
Selon NCBI (5 octobre 2015) :
- forme Puccinia striiformis f. sp. hordei
- forme Puccinia striiformis f. sp. tritici
  - forme Puccinia striiformis f. sp. tritici 08/21
  - forme Puccinia striiformis f. sp. tritici 104E137A
  - forme Puccinia striiformis f. sp. tritici 87/7
  - forme Puccinia striiformis f. sp. tritici CY32
  - forme Puccinia striiformis f. sp. tritici PST-130
  - forme Puccinia striiformis f. sp. tritici PST-78
  - forme Puccinia striiformis f. sp. tritici PST21
  - forme Puccinia striiformis f. sp. tritici PST43